# Фокас, Афанасиос
Афанасиос Спиридион Фокас (греч. Αθανάσιος Σπυρίδων Φωκάς, англ. Athanassios Spyridon Fokas, 30 июня 1952 — современный греческий, американский и британский математик, известный своими работами в области Пфаффовых уравнений.
Его имя (в том числе) получило «Уравнение Калоджеро — Дегаспериса — Фокаса» (Calogero-Degasperis-Fokas equation).

## Биография
Афанасиос Фокас родился в 1952 году в городе Аргостолион греческого острова Кефалиния, в семье Спиридона Фокаса и Анастасии Лаггуси.
Его старший брат, Герасим (1951—2015), перед самой своей смертью, на несколько месяцев, стал митрополитом Кефаллинии.
Фокас получил бакалавра в авиационной инженерии в Имперском колледже Лондона в 1975 году и доктора (PhD) в Прикладной математике в Калифорнийском технологическом институте (Caltech) в 1979 году.
Его диссертация, «Инварианты, операторы Ли—Беклунда и преобразования Беклунда» (Invariants, Lie-Backlund Operators and Backlund Transformations), была написана под руководством математика и авиационного инженера Пако Лагерстрома (Paco Lagerstrom) (1914—1989).
В 1983 году Фокас получил «J.W. Graham Research Prize», штата Нью-Йорк.
Фокас впоследствии учился на медицинском факультете Университета Майами, где получил доктора медицины (MD) в 1986 году.
После завершения учёбы на медицинском факультете, Фокас был назначен профессором и возглавил кафедру математики и информатики Университета Кларксона (Clarkson University) в 1986 году.
Оттуда Фокас переехал в Англию, где в 1996 году возглавил кафедру Прикладной математики в Имперском колледже Лондона.
В 2002 году он стал профессором математики и возглавил кафедру нелинейной математики в Кембриджском университете
В 2005 году он был избран членом Афинской академии и профессором и почётным членом Клэр Холла (Кембриджский университет).
В том же году он был награждён греческим орденом Феникса (степень командора) и в следующем, 2006 году, получил отличие фонда памяти греческого промышленника Бодосакиса
Фокас получил Приз Нейлора (Naylor Prize) Лондонского математического общества в 2000 году
В 2009 году Фокас получил премию фонда Симона Гуггенхайма (John Simon Guggenheim Memorial Foundation). Фокас был президентом Национальной библиотеки Греции
Каждый год Университет Кларксона проводит лекции под заголовком Серия лекций Фокаса («The Fokas Distinguished Lecture Series»).
Учёный женат на Регине Фокас и имеет трёх детей: Александра, Анастасию и Иоанну.

## Работы
В широком смысле, работа Фокаса сосредоточена в прикладной математике и математической физике. Он исследовал большую категорию Дифференциальных уравнений в частных производных, линейных и нелинейных, и, в особенности, Краевых задач.
Многие из его работ естественно перешли в прикладные области, такие как Гидромеханика , Медицинская визуализация , и Фолдинг белка .
Его основная работа была опубликована в более 150 рецензируемых журнальных статьях и Институт научной информации включил Фокаса в список наиболее цитируемых мировых учёных среди математиков.

## Избранные публикации
- M J Ablowitz and A S Fokas, Complex Variables: Introduction and Applications, Cambridge University Press, second edition (2003)
- A S Fokas, A R Its, A A Kapaev and V Yu Novokshenov, Painlevé Transcendents: A Riemann-Hilbert Approach, AMS (2006)
- A S Fokas,  A Unified Approach to Boundary Value Problems , CBMS-SIAM (2008)
- A S Fokas and H R Madala  Emerging patterns and computational design of filter cellular automata, Complex Systems 7 (1993)